# Ibrahima Diallo (judoka)
Ibrahima Diallo (ur. 13 października 1959) – senegalski judoka. Olimpijczyk z Los Angeles 1984, gdzie zajął dziewiętnaste miejsce w wadze lekkiej.
Uczestnik mistrzostw świata w 1983 roku.

## Letnie Igrzyska Olimpijskie 1984
| Konkurencja | Eliminacje                  | Klas. końcowa |
| Konkurencja | 1/32                        | Miejsce       |
| ----------- | --------------------------- | ------------- |
| 71 kg       | Hidetoshi Nakanishi (JPN) P | 19.           |